# 1974 في البرتغال
فيما يلي قوائم الأحداث التي وقعت خلال عام 1974 في البرتغال.

## أحداث
- 25 أبريل – ثورة القرنفل

## سياسة

### تعيين في المنصب
- 15 مايو – ماريو سواريز وزير الخارجية  [لغات أخرى]‏.

## مواليد

### فبراير
- 16 فبراير – جوسيه دومينغيز[1]

### يونيو
- 5 يونيو – جواو بريتو لاعب كرة قدم برتغالي.[2]

### سبتمبر
- 12 سبتمبر – نونو فالينتي لاعب كرة قدم برتغالي.[3]
- 18 سبتمبر – تيشا بينيتشيرو لاعبة كرة سلة برتغالية.

### نوفمبر
- 15 نوفمبر – سيرجيو كونسيساو لاعب كرة قدم برتغالي.[4]

### ديسمبر
- 1 ديسمبر – كوستينيا لاعب كرة قدم برتغالي.[5]

## وفيات

### يونيو
- 29 يونيو – فيريرا دي كاسترو (مواليد 1898)[6]